# Sason rameshwaram
Espèce
Sason rameshwaram est une espèce d'araignées mygalomorphes de la famille des Barychelidae.

## Distribution
Cette espèce est endémique de l'île Rameshwaram au Tamil Nadu en Inde,.

## Étymologie
Son nom d'espèce lui a été donné en référence au lieu de sa découverte, l'île Rameshwaram.

## Publication originale
- Siliwal & Molur, 2009 : A new species of the genus Sason (Araneae: Barychelidae) from Rameshwaram Island, Tamil Nadu, India. Zootaxa, no 2283, p. 60–68.